# Darreh-ye Bīzhan-e Vosţá
Darreh-ye Bīzhan-e Vosţá (persiska: دره بيژن وسطى) är en ort i Iran.   Den ligger i provinsen Lorestan, i den västra delen av landet, 300 km sydväst om huvudstaden Teheran. Darreh-ye Bīzhan-e Vosţá ligger 1 779 meter över havet och antalet invånare är 171.
Terrängen runt Darreh-ye Bīzhan-e Vosţá är huvudsakligen kuperad, men åt sydost är den bergig. Runt Darreh-ye Bīzhan-e Vosţá är det ganska tätbefolkat, med 72 invånare per kvadratkilometer. Närmaste större samhälle är Sarāb-e Elyās, 6,9 km väster om Darreh-ye Bīzhan-e Vosţá. Trakten runt Darreh-ye Bīzhan-e Vosţá består i huvudsak av gräsmarker.